# Johannes Meissl
Johannes Meissl  (* 11. August 1961) ist ein österreichischer Geiger, Kammermusiker, Dirigent, Universitätsprofessor und Vizerektor an der Universität für Musik und darstellende Kunst Wien.

## Leben
Meissl belegte ein Studium an der Universität für Musik und darstellende Kunst Wien (mdw) bei Wolfgang Schneiderhan, Gerhart Hetzel und Hatto Beyerle. Der Abschluss des Studiums war mit Auszeichnung und Würdigungspreis. Weitere Studien erfolgten beim LaSalle Quartett in den USA. Seit 1982 ist Meissl Mitglied des Artis-Quartett Wien, mit dem er in Konzertsälen und bei Festivals auftrat. Er erhielt den Grand Prix du Disque, Diapason d’or, Deutscher Schallplattenpreis für Aufnahmen. Seit 1988 beteiligt er sich an einem Konzertzyklus im Wiener Musikverein.
Johannes Meissl konzertiert auch als Solist und im Rahmen verschiedener Kammermusikprojekte. Er ist Professor an der Universität für Musik und darstellende Kunst Wien, Leiter des Joseph Haydn Instituts für Kammermusik und Spezialensembles, künstlerischer Leiter der Internationalen Sommerakademie (isa) der mdw und – gemeinsam mit Hatto Beyerle – künstlerischer Direktor der European Chamber Music Academy (ECMA). In seinen künstlerischen und pädagogischen Aktivitäten sucht er die Verbindung zu verschiedenen Bereichen der darstellenden Kunst, der Literatur, Kulturgeschichte, Musikanalyse und Philosophie. Johannes Meissl unterrichtete an Sommerakademien und Kursen für Kammermusik. Mit  jungen Quartetten hat Johannes Meissl Aufnahmen künstlerisch produziert, die den ECHO Klassik erhielten. In den 2010er Jahren widmete sich Johannes Meissl auch  dem Dirigieren und trat mit verschiedenen Orchestern in Österreich, Japan, Bulgarien, Litauen, Polen, Tschechien und Rumänien auf. Er gilt als Mentor des Simply Quartets.
Seit Oktober 2019 ist er Vizerektor für Internationales und Kunst an Universität für Musik und darstellende Kunst Wien. Davor leitete er seit 2010 das Joseph Haydn Instituts für Kammermusik, Alte Musik und Neue Musik.